# Гадюка Радде
Гадюка Радде (Montivipera raddei) — вид отруйних змій родини гадюкових (Viperidae). Один із 7(8) видів роду гірських гадюк (Montivipera). Ендемік Туреччини. Раритетний вид плазунів, занесений до Червоного списку МСОП та інших природоохоронних документів. Описано 2 підвиди.
Інша назва: «гадюка вірменська».

## Опис
Загальна довжина досягає 110 см. Спостерігається статевий диморфізм — самці більше за самок. Голова пласка, широка. Сильно виражене шийне перехоплення. Має щільний широкий тулуб. Хвіст короткий. Навколо середини тулуба є 21—25 рядків луски. Черевних щитків у самок 163—179, підхвостових — 28—32. Черевних щитків у самців — 167—181, підхвостових — 29—35. Верхня поверхня голови вкрита ребристою лускою. Над кожним оком по одному сильно збільшеному виступаючому підочному щитку. 
Зверху забарвлення темно-сіре, буре. Уздовж хребта по обидва боки проходить рядок жовто-помаранчевих або червоно-коричневих плям з темною облямівкою, які іноді зливаються у широку зигзагоподібну смугу. На потилиці 2 чорні косі смуги, з'єднані у задній частині. З боків проходить по рядку темних розмитих плям. Черево темно-сірого кольору, помережане чорними цятками. Хвіст знизу жовто-помаранчевий. 

## Поширення
Мешкає у Вірменії, Азербайджані, Західному та Північному Ірані, Іраку, Східній Туреччині. Трапляється в горах на висотах від 1000 до 2700 м н. р. м.

## Особливості біології
Населяє дубові ліси, ялівцеві рідколісся у горах, кам'янисті схили гір з рідкісною чагарниковою рослинністю, гірські степи. Зустрічається на висоті до 2700 м над рівнем моря. Вихід з зимівлі в залежності від висотного розподілу популяцій розтягнутий з квітня по травень, відбувається, коли повітря прогрівається до 16—17 °С. Першими на поверхні з'являються самці, а через 8—10 днів — самки. Підвищена концентрація цих гадюк у місцях зимівлі зберігається до середини червня. В цей час й до середини липня спостерігається тільки один пік денної активності. По мірі настання літньої спеки в липні — серпні активність стає ранковою та вечірньою. З другої половини червня спостерігаються максимальні переміщення змій, вони спускаються в ущелини, до струмків, ярів у підгірських степових ділянках. 
Дорослі гадюки живляться мишоподібними гризунами, переважно гризунами, птахами, ящірками та членистоногими. Молоді змії живляться ящірками та членистоногими.
Це яйцеживородна змія. Парування починається з середини травня й триває до кінця червня. Вагітність самок триває 140—160 днів. Самки наприкінці серпня — у другий половині вересня народжують 2—14 дитинчат довжиною 18—24 см. 

## Охорона
Вид занесений до Червоного списку МСОП (охоронна категорія: «вид перебуває в стані, близькому до загрози зникнення»). На регіональному рівні занесений до Червоної книги Вірменії. Охороняється в Хосровському заповіднику (Вірменія) та національному парку «Егрідагі» в Туреччині. Чисельність популяції виду швидко скорочується. Існує потреба в ефективному регулюванні збору цього виду тераріумістами та моніторингу природних популяцій.

## Практичне значення
Це отруйна змія. Отрута гемолітичного дії (впливає на кров і кровотворні органи). Укуси становлять велику небезпеку для домашніх тварин і людини. 

## Систематика
Один із 7(8) видів роду гірських гадюк (Montivipera).
Станом на 2024 рік описано 2 підвиди:
- Montivipera raddei raddei;
- Montivipera raddei kurdistanica.